# Olympic Valley
El Centro de esquí Olympic Valley se ubica en la zona conocida como el Olympic Village, en el condado de Placer, California y es uno de los centros invernales más importantes de los Estados Unidos.
Olympic Valley fue sede de los Juegos Olímpicos de invierno de 1960.
| Predecesor: Cortina d'Ampezzo | Ciudad Olímpica 1960 | Sucesor: Innsbruck |